# Pierre-Marie Prost
Pour les articles homonymes, voir Prost.
Pierre-Marie Prost, né en juillet 1776 à Saint-Amour (Jura) et mort le 16 avril 1855 dans le 2e arrondissement de Lyon (Rhône), est un sculpteur français.

## Biographie

### Formation
Pierre-Marie Prost étudie la sculpture à l'École des beaux-arts de Lyon dans les ateliers de Joseph Chinard — qui l'emmena comme assistant en Italie de 1807 à 1813 — et de Joseph Charles Marin en 1813. Il obtient une mention honorable en 1809 et un premier prix en 1810. 

Le 18 juillet 1818, il écrit au préfet du Rhône pour lui donner de nouveaux détails sur les carrières de marbre qu'il se propose d'exploiter, ce qui 

« affranchira sa patrie du tribut qu'elle paye journellement à l'Italie. »

Ces marbres, dit-il, sont plus beaux que le Carrare et comparable au Paros.

### Carrière
En 1817, un administrateur sortant prend la dépense du rétablissement des statues du roi Childebert Ier et de sa femme, la reine Ultrogothe, détruites sous la Révolution, qui ornaient le grand portail de l'Hôtel-Dieu de Lyon sur les berges du Rhône. C'est à Pierre-Marie Prost que l'on confie la tâche de réaliser l'imposante statue du roi. Cette dernière devint alors l'une de ses réalisations les plus connues.  
Il donne la mesure de son talent dans l'art funéraire pour les cimetières lyonnais de Loyasse et de la Croix-Rousse. Il sculpte le décor monumental du mausolée de Lupin dans un style néo-classique, le tombeau Martin en forme d’obélisque en 1816, et le cippe de Joseph Laforest en 1825, orné d’une énigmatique antéfixe sculptée de masques de Cicéron et de Démosthène.
Il est chargé en 1839 de la sculpture en haut-relief d'un Pélican nourrissant ses petits ornant le tympan de la porte de l'église la Charité à Lyon. En 1841, il réalise des sculptures pour la chapelle de Madame de Chaponay à Morancé et, en 1844, l’autel du Christ à l'église de Saint-Bonaventure de Lyon.
Il est engagé à Paris par l'architecte Louis-Pierre Baltard pour exécuter en 1836 la sculpture d’ornement de la porte principale de la salle des Assises du palais de justice de Lyon, qu’il termine en 1845.
Ses autres travaux les plus notables sont une série de tombeaux qu’il sculpta sur les dessins de son ami, l’architecte Antoine-Marie Chenavard.

### Statue du roiChildebertIer

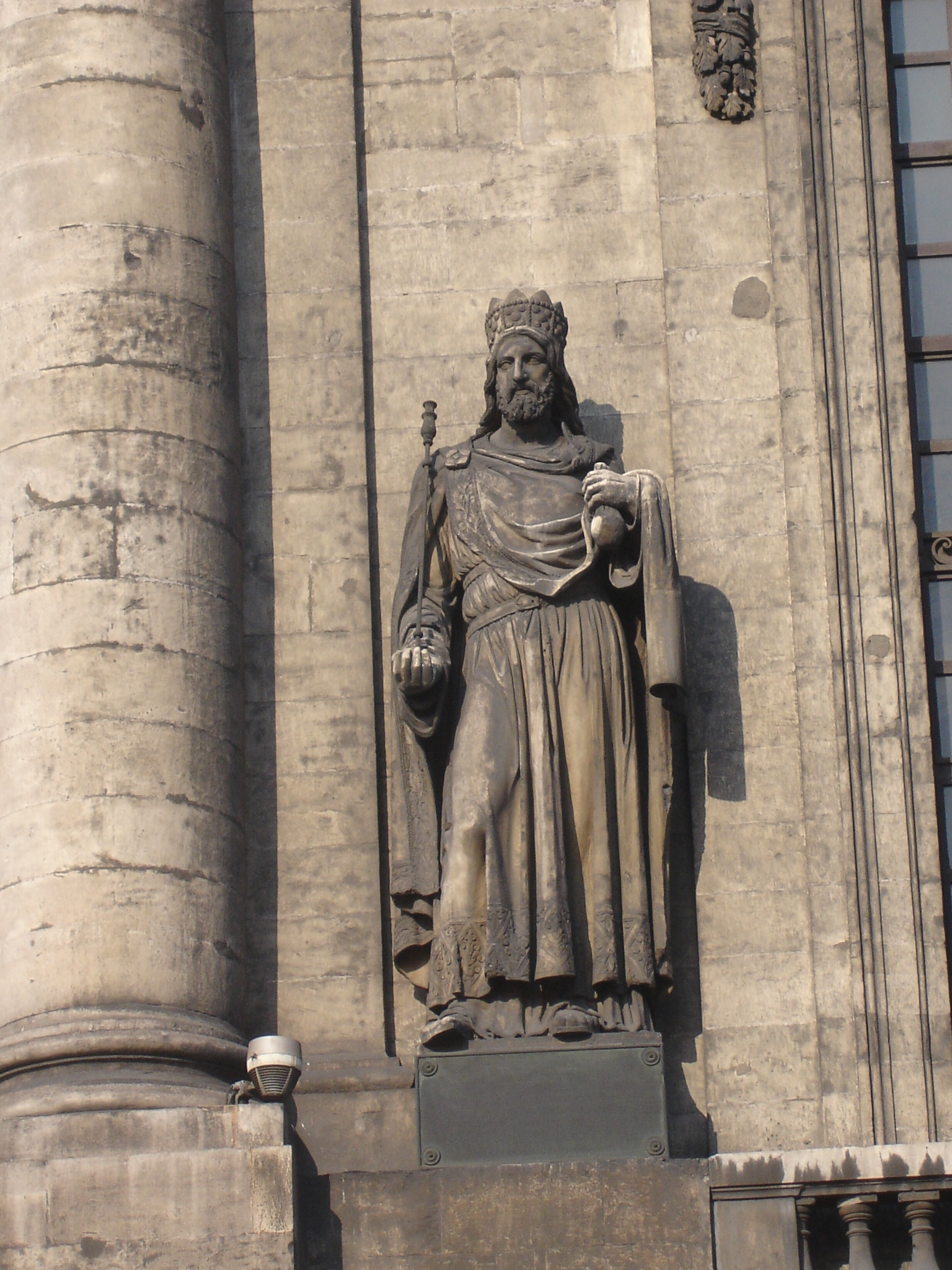
Childebert Ier (1819), Hôtel-Dieu de Lyon.

En 1819, Pierre-Marie Prost se distingue par la réalisation de l'imposante statue du roi Childebert qui orne le grand portail de l’Hôtel-Dieu de Lyon, en pendant à la statue d'Ultrogothe de Jean-Joseph Charles (1787-1820). 
Deux premières statues de ces monarques avaient été détruites sous la Révolution. Elles y avaient été placées initialement en 1721 par les recteurs. La tradition leur attribue la fondation sur ces lieux en 542 du premier hôpital de France, mais les travaux de Guige ont clairement établi que si le fils de Clovis a bien fondé à Lyon le premier hôpital de France, cet hôpital se trouvait vraisemblablement dans le quartier Saint-Paul, sur la Saône.

## Œuvres dans les collections publiques
- Lyon :
  - cimetière de la Croix-Rousse : sépultures d'après des dessins d'Antoine-Marie Chenavard.
  - cimetière de Loyasse : sépultures dessinées par Antoine-Marie Chenavard.
  - église de la Charité, tympan de la porte : Pélican nourrissant ses petits, 1839, haut-relief.
  - église Saint-Bonaventure : autel du Christ, 1844.
  - Hôtel-Dieu, façade : Childebert Ier, 1819, statue en pierre.
  - musée des Beaux-Arts : Childebert Ier, statue en plâtre.
- Morancé, chapelle de Madame de Chaponay : sculptures, 1844.

## Galerie

Œuvres de Pierre-Marie Prost
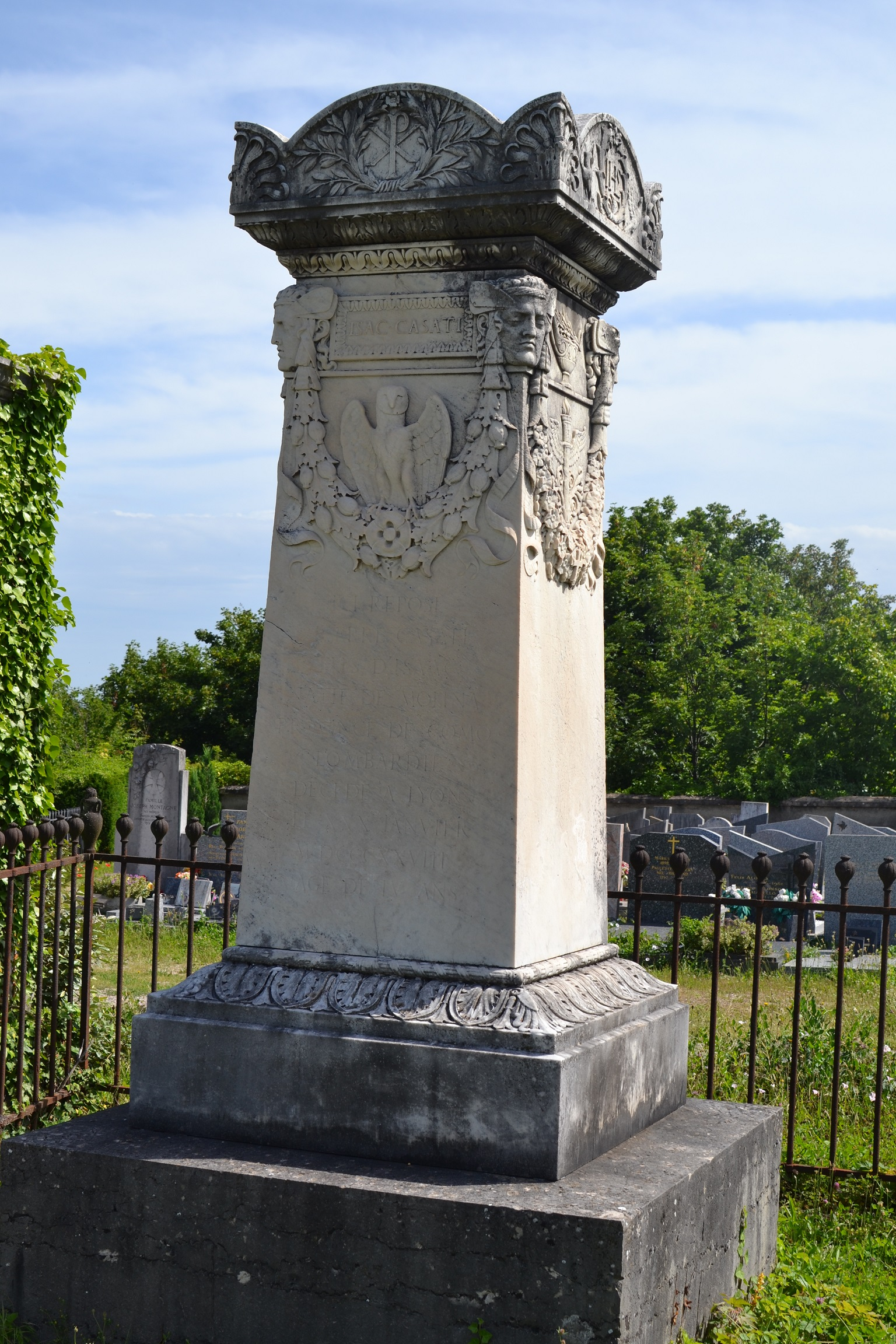
Sépulture de Pierre Casati, Lyon, cimetière de Loyasse.
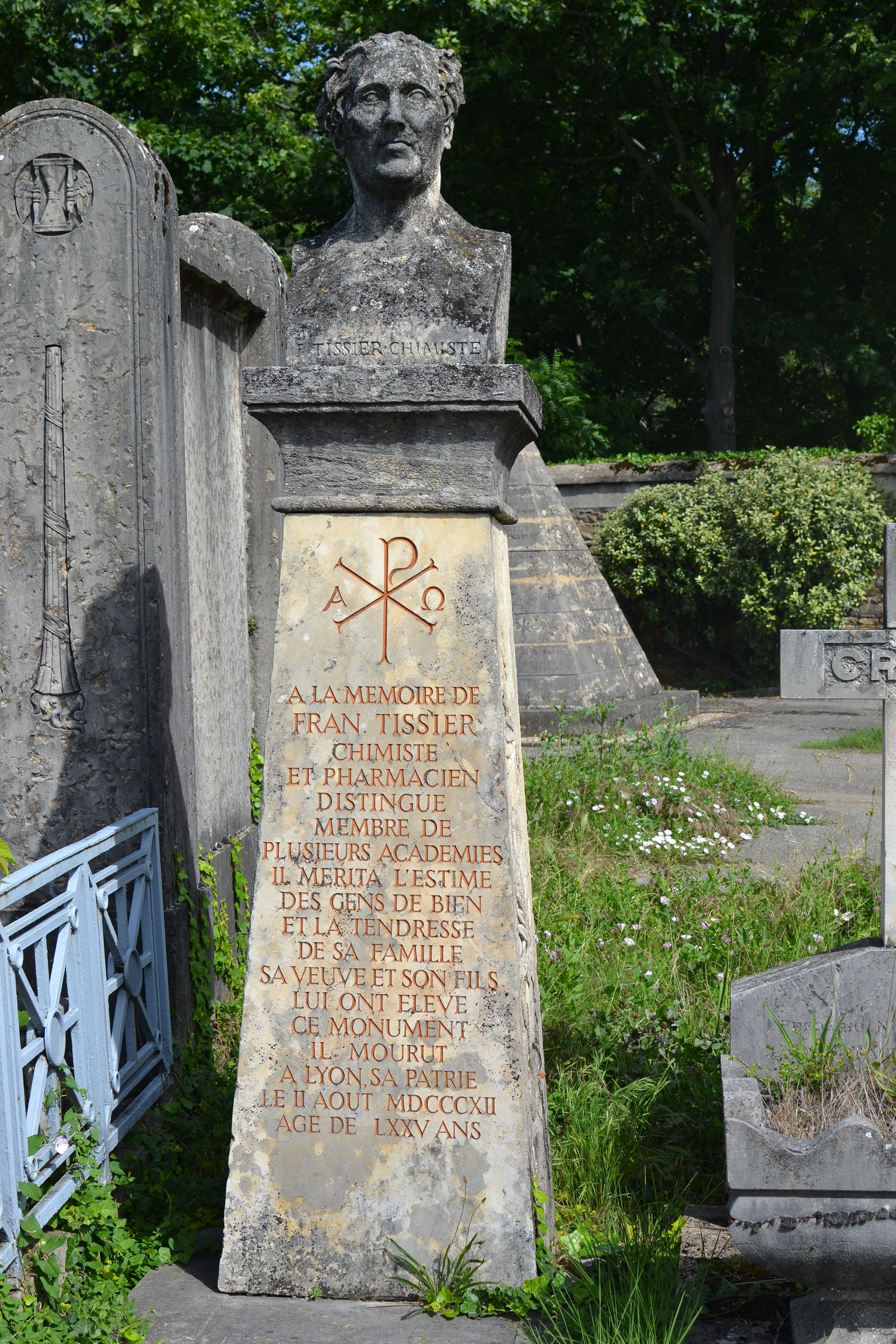
Sépulture de François Tissier, Lyon, cimetière de Loyasse.
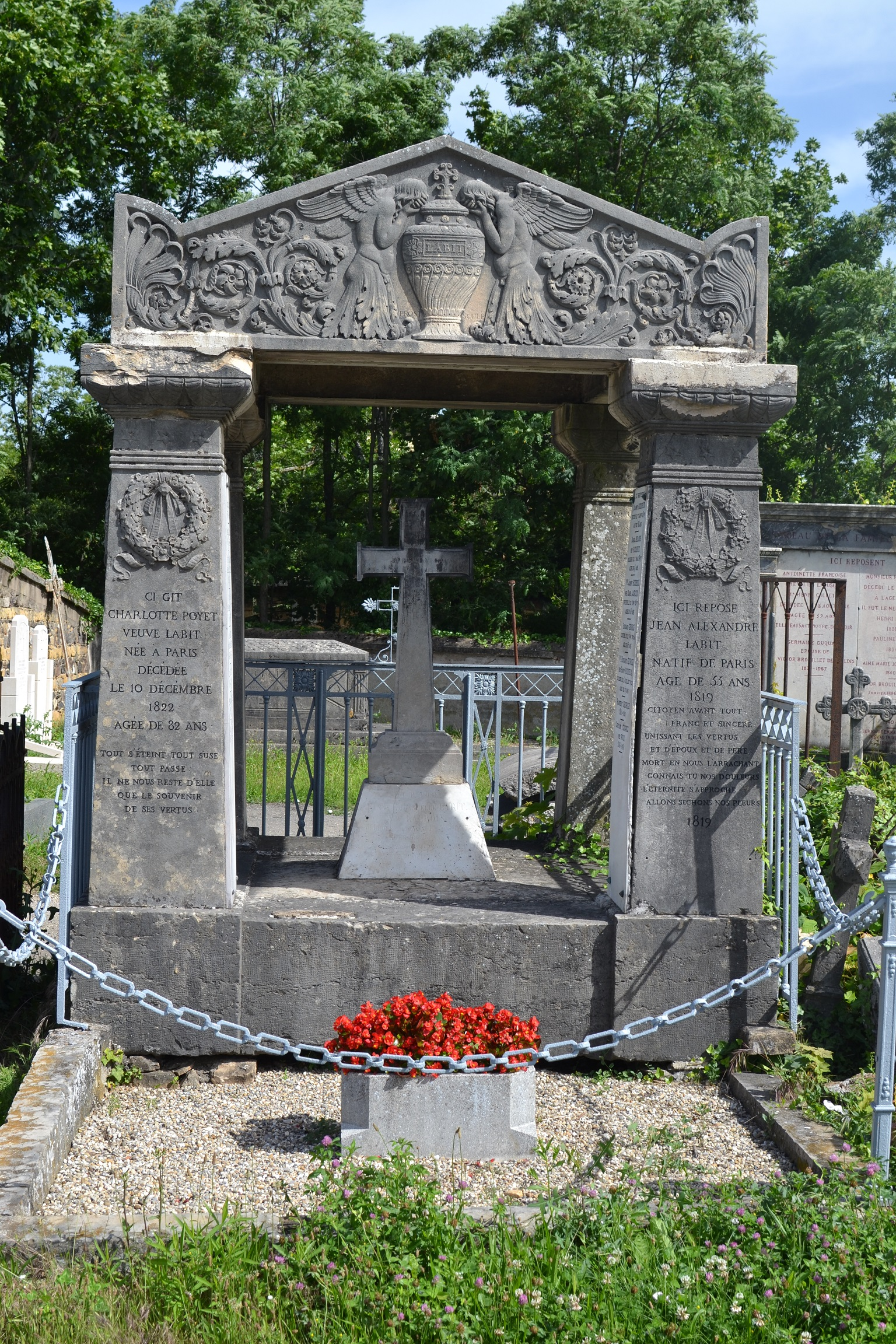
Sépulture Labit, Lyon, cimetière de Loyasse.
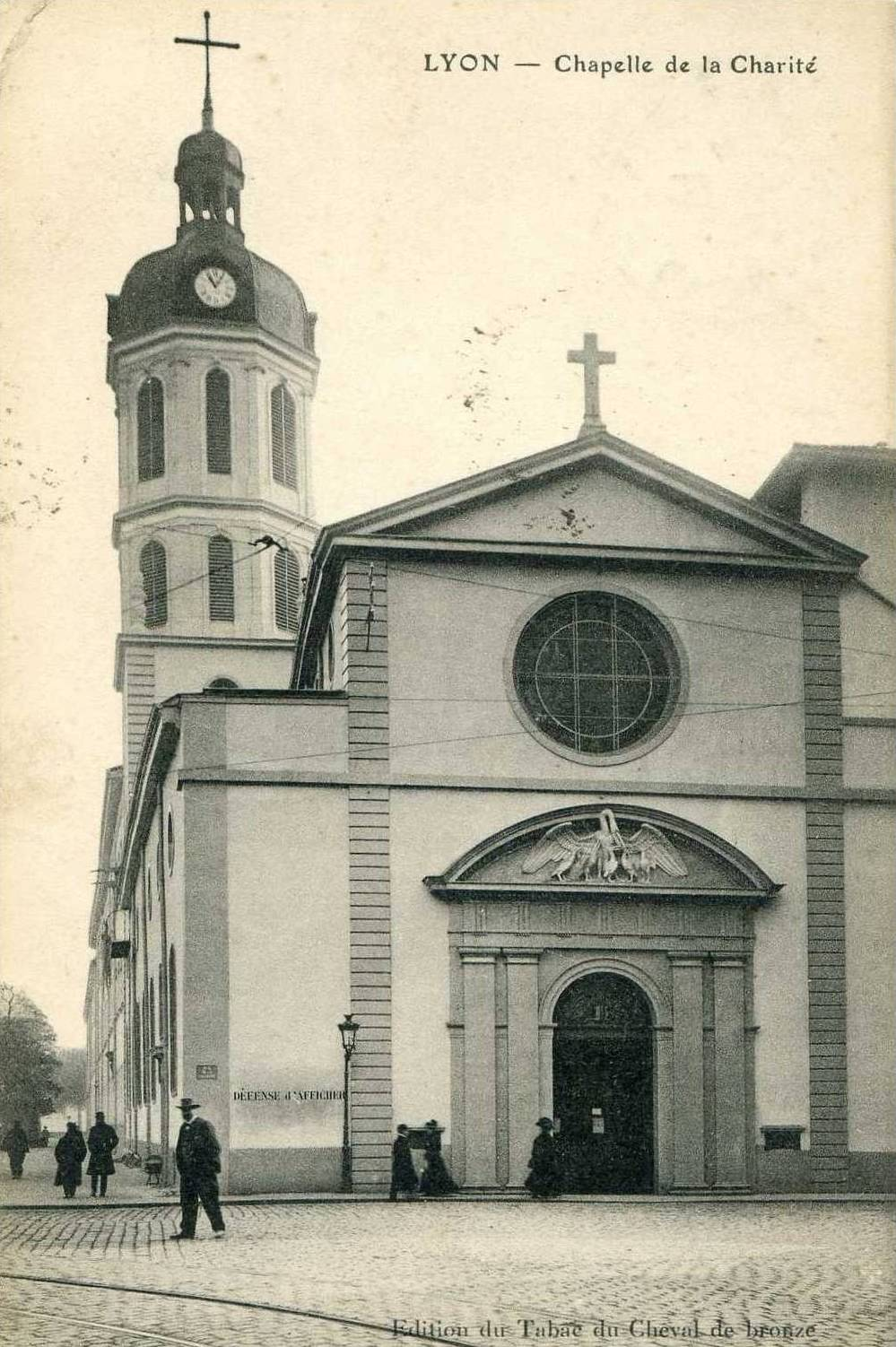
Pélican nourrissant ses petits (1839), haut-relief du tympan, Lyon, église de la Charité (détruite dans les années 1930).
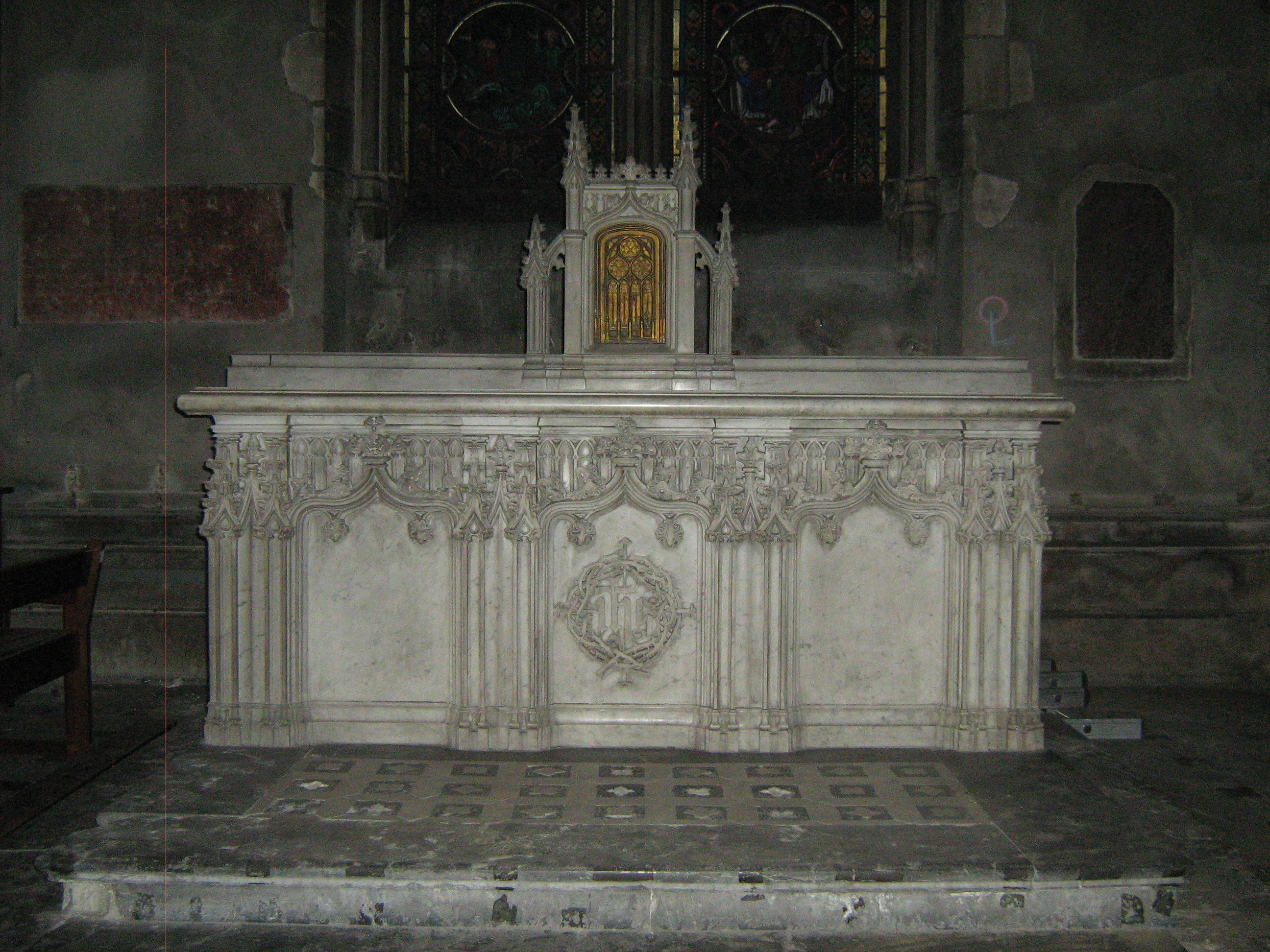
Autel du Christ, église Saint-Bonaventure de Lyon.